# Gymnostachyum glomeratum
Gymnostachyum glomeratum är en akantusväxtart som först beskrevs av Bi., och fick sitt nu gällande namn av Cornelis Eliza Bertus Bremekamp. Gymnostachyum glomeratum ingår i släktet Gymnostachyum och familjen akantusväxter. Inga underarter finns listade i Catalogue of Life.